# Super Mario RPG: Legend of the Seven Stars
Vous lisez un « bon article » labellisé en 2011.
Super Mario RPG: Legend of the Seven Stars, ou simplement Super Mario RPG (スーパーマリオRPG, Sūpā Mario Ārupījī) au Japon, est un jeu vidéo d'action-RPG développé par Square et édité par Nintendo sur Super Nintendo. Il est sorti le 9 mars 1996 au Japon et le 13 mai 1996 en Amérique du Nord. Il s'agit du premier jeu de rôle de la série Mario. Le jeu possède des similitudes avec d'autres jeux de rôle de Square, comme Chrono Trigger et la série Final Fantasy, mais l'histoire s'inscrit tout de même dans l'univers de Super Mario Bros..
Celle-ci suit Mario et ses coéquipiers, décidés à éliminer Forgeroi, le principal antagoniste qui a dérobé les sept étoiles de la Route étoilée, route où tous les vœux sont exaucés. Super Mario RPG propose un total de cinq personnages jouables. Il a été réalisé par Yoshihiko Maekawa et Chihiro Fujioka et produit par Shigeru Miyamoto. Yoko Shimomura a composé la musique du jeu, qui a par ailleurs donné lieu à un album.
Super Mario RPG est le dernier jeu mettant en scène Mario sur la Super Nintendo, et également l'un des derniers jeux produits par Square pour Nintendo jusqu'à Chocobo Land: A Game of Dice, sorti en 2002 sur GameCube. Le développement du titre a été en grande partie assuré par les équipes de Square, guidées par le producteur Shigeru Miyamoto.
À sa sortie, les critiques du jeu ont été très positives, saluant notamment ses graphismes en 3D et son style visuel. Le titre marque le début de la lignée des jeux de rôle Mario dont font désormais partie les séries Paper Mario et Mario and Luigi, qui utilisent certaines conventions établies dans Super Mario RPG. Le jeu est ressorti sur la console virtuelle de la Wii en 2008, marquant sa première sortie en Europe et en Australie, puis sur la console virtuelle de la Wii U en 2015. Il a également été inclus dans la Super NES Mini en 2017. Un remake développé par le studio ArtePiazza est sorti le 17 novembre 2023 sur Nintendo Switch et a reçu des critiques positives.

## Univers

### Lieux et personnages
Le monde du jeu se situe dans un territoire géographiquement diversifié, avec notamment des montagnes, des étendues d'eau, ainsi que d'autres paysages. Chaque région possède des caractéristiques distinctes liées aux habitants : le Royaume Champignon est habité par des Toads, Moleville est peuplé par des taupes, Mostro Town est habité par des monstres pacifiques, l'île Yo'ster est le lieu où Yoshi et ses congénères résident et Nimbus Land est un domaine peuplé par des gens en forme de nuage. Le Château de Bowser est un endroit phare dans le jeu car il détient le portail menant au monde où réside l'antagoniste principal.
Le protagoniste principal du jeu est Mario, dont le but est de sauver la Princesse Peach des griffes de Bowser. Peu après le début de son périple, la bande de Forgeroi envahit le monde et commence à causer d'importants ravages. Au cours de sa quête pour arrêter ce groupe, Mario est rejoint par Mallow, un garçon nuage qui se prend pour un têtard ; Geno, une poupée possédée par un esprit céleste de la Route Étoilée ; Bowser, dont ses armées, qui ont peur de la bande de Forgeroi, ont déserté son château et la Princesse Peach, que Bowser a perdue lors de la tourmente qui s'est produite lorsque la bande de Forgeroi est arrivé au château. La bande de Forgeroi est dirigé par Forgeroi, un forgeron robotique venant d'une autre dimension dont le but est la domination du monde.
En plus du bestiaire habituel de l'univers Super Mario, les personnages recèlent des clins d’œil à la culture italienne, comme Geno qui rappelle Pinocchio ou encore le boss Pulcinella, référence au Polichinelle de la Commedia dell'arte

### Histoire
Le jeu commence avec Mario, qui arrive au Château de Bowser pour sauver la Princesse Peach. Pendant l'affrontement entre Mario et Bowser, une épée géante venue des cieux s'écrase sur le château, éjectant Mario, Bowser et la Princesse Peach dans les environs, et dispersant sept étoiles. Mario se rend au Royaume Champignon, où le chancelier Champignon insiste pour que Mario retourne à la recherche de la princesse et découvre la raison de l'arrivée de l'épée géante.
En quittant le château de la princesse, Mario rencontre Mallow, un têtard qui s'est fait dérober une pièce Frog par Croco, un voleur local. Afin de mettre un terme aux pleurs de Mallow et à la pluie battante, Mario accepte de l'aider, mais quand ils retournent ensemble au château, ils constatent que le royaume est envahi par des créatures affirmant appartenir à la bande de Forgeroi. Mario et Mallow entrent dans le château et sont accueillis par le premier boss du jeu, un couteau géant répondant au nom de Mack. Après l'avoir battu, les deux héros trouvent une mystérieuse étoile, que prend Mario dans l'espoir d'en savoir plus à son sujet.
Pendant la recherche de la Princesse, Mario, accompagné de Mallow, rencontre une poupée nommée Geno, dont l'esprit est contrôlé par une étoile. Après un combat contre Bowser, une créature en forme d'arc, Geno rejoint Mario dans sa quête, et lui apprend que l'étoile qu'il a trouvée est un morceau de la Route Étoile, où il réside habituellement. Geno (qui utilise le véritable nom de la poupée car son propre nom est trop difficile à prononcer) est chargé de trouver les sept étoiles composant la Route Étoilée, qui sont détenues par les membres de la bande de Forgeroi, afin de la réparer. Mario et Mallow acceptent de l'aider dans sa quête.
Mario trouve finalement Bowser, qui tente de rassembler ses forces. Les deux ennemis s'unissent afin de sauver la Princesse Peach, qui est sur le point d'être mariée de force à Booster, un enfant barbu peu social. Une fois que la princesse est sauvée, Bowser rejoint Mario et ses alliés, tandis que la Princesse Peach retourne d'abord au Royaume Champignon, puis rejoint le groupe.
Quand Mario et ses acolytes ont récupéré la majorité des étoiles, ils apprennent que la dernière étoile est située dans le Château de Bowser. Après avoir rencontré sur leur chemin vers le château et battu les sbires de Smithy, Mario et ses comparses découvrent que le château est devenu l’usine de Forgeroi, où ce dernier produit en masse son armée. Finalement Forgeroi est vaincu et les sept étoiles récupérées sont utilisées pour réparer la Route Étoile.

## Système de jeu
Dans Super Mario RPG: Legend of the Seven Stars, Mario, Bowser, Princesse Peach, Mallow et Geno s'allient ensemble pour le premier jeu de rôle de la série Mario. Le jeu contient des similitudes avec de nombreux autres jeux de rôle du concepteur Square Soft, comme Chrono Trigger ou la série Final Fantasy, mélangées avec l’histoire et le système d'action de la série Super Mario Bros..
Comme la plupart des jeux de rôle, Super Mario RPG est divisé en deux parties : le mode aventure et les combats au tour par tour contre les monstres. Une grande partie du gameplay ne prend pas en compte les batailles contre les ennemis, le jeu se déroulant principalement comme un jeu de plates-formes en 3D isométrique dans lequel les deux fonctionnalités traditionnelles de Mario, comme frapper ou sauter sur des blocs flottants. Les ennemis de Mario sont visibles et se déplacent autour de lui, un combat commence si Mario entre en contact avec eux. Cette caractéristique permet au joueur de choisir les combats qu'il souhaite faire ou éviter.
Le joueur commence son voyage avec Mario. Au cours du jeu, un groupe total de cinq personnages pourra être débloqué, bien que seulement trois ne peuvent être utilisés à la fois pour un combat. Chacun des cinq personnages a un ensemble d'attaques et de techniques qui lui sont propres. Par exemple, Princesse Peach est spécialisée dans la guérison des facultés tandis que Geno et Bowser ont des attaques permettant d'infliger des dommages importants. Mario participe à tous les combats, les deux autres personnages pouvant être choisis avant le combat.
Les batailles sont basées sur le traditionnel système de bataille au tour par tour avec en outre l'ajout de commandes permettant d'amplifier les effets des techniques. Ainsi, les dégâts infligés à l'adversaire avec une attaque simple ou avec une compétence peuvent être doublés simplement en appuyant sur la touche correspondante au moment de l’impact. C'est l'une des caractéristiques les plus innovantes du gameplay qui a été ensuite reprise pour les jeux de rôle suivants de la série Mario ainsi que pour d'autres jeux, comme Final Fantasy VIII.

## Développement

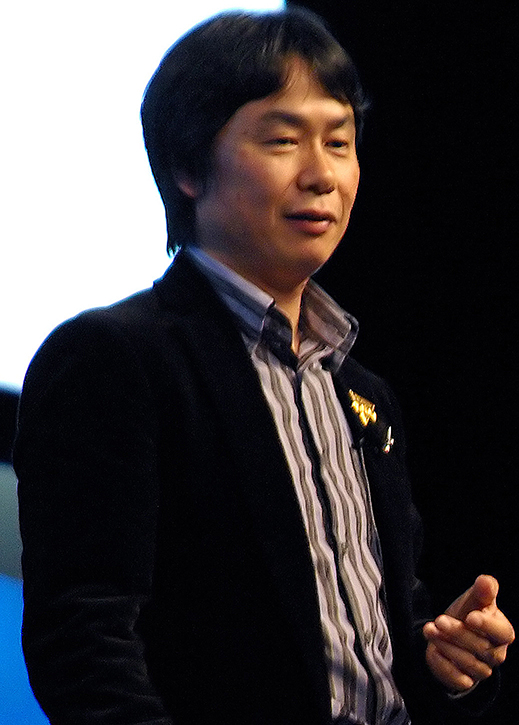
Shigeru Miyamoto (ici en 2007), le producteur de Super Mario RPG.

Le jeu a été officiellement dévoilé au festival V-Jump, au Japon, en 1995, par Shigeru Miyamoto, créateur de Mario et producteur, et Chihiro Fujioka, coréalisateur. Les équipes de développement, conduites par Miyamoto, ont mis plus d'un an à développer les graphismes du jeu. Celui-ci prend place dans un Royaume Champignon nouvellement conçu et basé sur la série Super Mario Bros. En octobre 1995, Square a fait savoir que le développement du titre était avancé à environ 70 %. Les éléments d'intérieur comme les colonnes et les escaliers et les éléments d'extérieur ont été créés par des techniques d'Advanced Computer Modeling (ACM, littéralement « Modélisation Informatique Avancée »). Les effets spéciaux de lumière, dont les ombres et les reflets, étaient destinés à améliorer l'apparence des éléments en 3D,,.
Sous la houlette de Miyamoto, Square a développé Super Mario RPG au Japon, en utilisant à la fois des éléments de ses jeux de rôle classiques Final Fantasy VI et Chrono Trigger et des jeux de plates-formes de Nintendo. Les séquences de combat ont eu pour modèle la série Final Fantasy de Square, alors que la tradition des jeux Super Mario Bros. nécessitait une dose importante d'action. Grâce à la perspective en vue de trois quarts que propose le titre, Mario possède une large gamme de mouvements possibles : il peut se déplacer au sol dans huit directions mais aussi sauter vers le haut ou vers le bas. À ce stade du développement, le mélange d'éléments de gameplay d'aventure et d'action rapprochait le jeu de The Legend of Zelda: A Link to the Past,.
Lorsque Nintendo of America (NOA) a reçu en novembre une version complétée à 60 % du jeu, la plus grande surprise a été la présence d'un système de combat utilisant des éléments de RPG, contredisant ce que NOA avait cru jusqu'alors. Au cours d'un combat, le joueur peut voir des animations correspondant à chaque coup. Les écrans de combat, ainsi que le reste du jeu, font par ailleurs figurer des sprites déjà générés. En décembre, des ajouts faits au jeu ont retardé la traduction de ce dernier, finalement sortie en mai 1996.
Super Mario RPG: Legend of the Seven Stars est l’un des seuls jeux pour la SNES à utiliser le Nintendo SA-1. Comparé au standard des jeux de la SNES, ce microprocesseur additionnel améliore la fréquence de l’horloge, la rapidité d’accès de la RAM, augmente la capacité de stockage de données et de compression, ajoutent de nouveaux modes de DMA (incluant le transfert du format bitmap au plan binaire) et intègre un verrouillage CIC (pour prévenir le piratage et contrôler les marchés régionaux).
Une des particularités techniques de ce jeu est qu'il a été réalisé comme la série des Donkey Kong Country et le jeu de combat Killer Instinct — ces derniers ayant été développés par Rare. Il a été conçu sur des stations de travail Silicon Graphics afin de modéliser, en 3D polygonale, les personnages et les décors, puis de convertir le tout en 2D selon les capacités de la Super Nintendo. Le rendu visuel est donc à la pointe de ce qui est possible d'obtenir sur cette console.
Les effets sonores du jeu sont produits par le SPC700, processeur audio interne de la Super Nintendo. L'existence de fonctions sonores intégrées à la puce électronique n'avait rien d'exclusif à ce jeu ; elles comprenaient par exemple la simulation primitive d'une réverbération sonore à l'aide d'un effet retard, ou écho. Super Mario RPG dispose de 210 effets sonores.

## Musique
Yoko Shimomura, qui a plus tard travaillé sur Parasite Eve, Legend of Mana et la série Kingdom Hearts, a composé la musique de Super Mario RPG. Elle a incorporé des arrangements de Koji Kondo et de Nobuo Uematsu à la musique du jeu. Trois pistes sonores proviennent de la série Final Fantasy.
La bande sonore de Super Mario RPG a été éditée par NTT sur disque compact, sous le titre Super Mario RPG Original Sound Version, avec le code PSCN-5047 / PSCN-5048. Elle est sortie au Japon le 25 mars 1996. Le cédérom comprend 61 chansons alors que le jeu en contient 73.
| Liste des pistes de Super Mario RPG Original Sound Version | Liste des pistes de Super Mario RPG Original Sound Version |
| --- | --- |
| Disque un (5109) 1. Happy Adventure, Delightful Adventure 2. Let's Try 3. In The Flower Garden 4. Koopa Castle (First Time) 5. Fight Against Koopa 6. The Sword Descends And The Stars Scatter 7. Super Pipe House 8. Where Am I Going? 9. The Road Is Full Of Dangers 10. Fight Against Monsters 11. Victory!! 12. Hello, Happy Kingdom 13. Explanation! 14. A New Partner 15. Still, The Road Is Full Of Dangers 16. Invincible Star 17. Fight Against A Somewhat Stronger Monster 18. Here's Some Weapons! 19. Fight Against An Armed Boss 20. Got A Star Piece 21. The Dungeon Is Full Of Monsters 22. Let's Go Down The Wine River 23. Grandpa And The Delightful Tadpoles 24. Shock! 25. Sad Song 26. Let's Play “Geno” 27. Geno Awakens 28. Beware the Forest's Mushrooms 29. Rose Town 30. From Inside The Earthen Pipe 31. Welcome! Yo'ster Island!! 32. Let's Race 33. Hard-Working Moles Are Good Moles 34. Docaty Mountain Railroad 35. Welcome To Bukki Tower 36. And My Name's Bukki 37. Long Long Ago… 38. Heart Beating A Little Faster 39. Slope | Disque deux (5229) 1. The Merry Mary Bell Rings 2. Celebrational 3. The Starlight's Flower 4. Sunken Ship 5. Going Shopping in Ripple Town 6. My Paradise -Monstro Town- 7. Fight Against Culex 8. Victory Over Culex 9. Conversation With Culex 10. You And Toadofski Create Exquisite Music 11. Let's Do The Fooka-Fooka! (Fluff Fluff) 12. Margarie Margarita 13. Dodo's Coming!! 14. Barrel Volcano 15. The Axem Rangers Drop In 16. Koopa Castle (Second Time) 17. Weapons Factory 18. Fight Against Kajidoh 19. Fight Against Kajidoh, Who Likes Transforming 20. Goodbye Geno/Seeing Dreams Through The Window Of The Stars 21. Happy Parade, Delightful Parade/And the Parade Draws to a Close... 22. The End! |

## Accueil
Super Mario RPG: Legend of the Seven Stars a été très bien accueilli par la presse spécialisée. Le jeu est fréquemment cité sur les listes des meilleurs jeux vidéo de tous les temps comme celles de GameFAQs et d'IGN où il est respectivement classé 26e et 30e. Sur le marché nippon, Super Mario RPG s’est écoulé à 1 470 000 exemplaires ce qui lui valut d’être le troisième jeu le plus vendu au Japon en 1996.
Les critiques du jeu ont particulièrement salué son style visuel et la qualité de ses graphismes. Nintendo Power a sur ce sujet fait valoir que les excellents graphismes 3D ont aidé le jeu à trouver un plus large public que la plupart des jeux de rôle traditionnels. En mars 1997, ce même magazine a nommé Super Mario RPG pour plusieurs récompenses, dont celle du jeu ayant les meilleurs graphismes. C'est toutefois Super Mario 64 qui remporta le titre. 1UP.com a également loué les graphismes du jeu, déclarant qu'ils sont les « plus beaux sur Super Nintendo ». Pour Electronic Gaming Monthly, « les graphismes de Mario RPG sont typiques de Nintendo : propres, colorés et avec de belles animations ». RPGamer a jugé les décors « beaux », ajoutant qu'ils « donnent un rendu 3D parfait du Royaume Champignon et de ses environs ». AllGame a souligné que les graphismes « sont absolument exceptionnels, avec des visuels colorés et en 3D qui auraient autrefois semblé impossibles sur Super NES. On a définitivement là un sommet en matières de graphismes 3D sur une console 16-bits ». AllGame a aussi qualifié la musique d'« assez extraordinaire » et souligné que les sons « s'accordent avec l'ambiance des lieux ».
Le test rétrospectif d'IGN, écrit au moment de la sortie du jeu sur Console virtuelle, a noté « une histoire irrésistible, une ambiance humoristique et une multitude de mini-jeux parsemés au cours de l'aventure ». La publication a aussi déclaré que la bande son était « spectaculaire », et que c'était « une joie de l'écouter ». Enfin, IGN fait remarquer que les graphismes « tirent tout le parti de la technologie 16-bit de la console ».
Une minorité de critiques trouvaient au contraire que les graphismes évoquaient un peu trop un style « dessin animé » et, selon eux, le jeu aurait dû être porté sur la Nintendo 64. En outre, nombre de critiques s’accordèrent sur le fait que le scénario était la principale lacune du jeu, et ce, malgré le fait qu’il était de loin plus original que celui des précédents jeux de la série Mario,,.
Les critiques ont déploré que les joueurs ne se soient pas beaucoup intéressés au jeu, jetant la faute sur la date de sortie de celui-ci. Près d’un an et demi plus tôt, Sony débutait la commercialisation de la PlayStation et Nintendo lançait la Nintendo 64. L’arrivée de ces consoles de nouvelle génération a incité les fans à délaisser la Super Nintendo, qui fêtait déjà ses six années d’existence en 1996, au moment où Nintendo sortit Super Mario RPG. Enfin, les critiques ont estimé que Chrono Trigger, sorti quelques mois auparavant, a fait de l’ombre au jeu.

## Héritage
Officiellement, Super Mario RPG: Legend of the Seven Stars n'a pas eu de suite. Considérées par Adam Sessler de X-Play comme ses « suites spirituelles », les séries Paper Mario et Mario and Luigi suivent cependant certaines conventions établies par Super Mario RPG. Paper Mario avait d'ailleurs d'abord été nommé Super Mario RPG 2 par Nintendo, mais la participation de Square au premier épisode rendait cela légalement impossible sans l'accord de ce dernier et Nintendo a donc changé le titre. La poupée Geno était présente dans Mario and Luigi: Superstar Saga, ; les crédits mentionnent donc que les droits du personnage appartiennent à « Square Enix Co., Ltd »,.
Des membres de l'équipe de développement, dont certains de Square comme les deux réalisateurs Yoshihiko Maekawa et Chihiro Fujioka et le compositeur Yoko Shimomura, ont ensuite travaillé sur la série Mario and Luigi. Ils ont cependant donné aux jeux un style et des mécanismes différents.
Plusieurs personnages et lieux de Super Mario RPG apparaissent dans le livre américain pour enfants Mario and the Incredible Rescue, édité par Scholastic en 2006.

## Rééditions etremake
Le 30 mai 2008, Nintendo a annoncé que Super Mario RPG: Legend of the Seven Stars sortirait au Japon sur Console virtuelle au prix de 800 Wii Points. Le 24 juin 2008, l'OFLC a évalué le jeu, faisant par là savoir qu'il sortirait aussi en Australie.
Le 22 août 2008, Super Mario RPG est sorti pour la première fois en Europe et en Australie, dans le cadre du troisième Hanabi Festival, aux côtés de Super Mario Bros.: The Lost Levels. Ce dernier avait toutefois déjà été rendu disponible durant une période limitée, lors du premier Hanabi Festival. Quelques ajustements graphiques ont pour l'occasion été effectués sur Super Mario RPG.
Le 1er septembre 2008, le titre est sorti sur Console virtuelle en Amérique du Nord. Il était le 250e jeu sur Console virtuelle à sortir dans cette région.
Le 21 juin 2023, Nintendo annonce un remake du jeu, en collaboration avec Square Enix et développé par ArtePiazza. Ce remake propose des graphismes ainsi qu’un gameplay améliorés,. Le jeu est sorti le 17 novembre 2023 sur Nintendo Switch. Le jeu reçoit des critiques favorables de la part de la presse spécialisée, avec une note moyenne de 84% sur Metacritic basée sur 118 critiques. Au 31 mars 2024, le jeu s'est écoulé à 3,31 millions d'exemplaires.

### Citations du jeu
1. ↑  Forgeroi : « Pourquoi ne voulez-vous pas me donner vos étoiles ? Pourquoi, alors que je pourrais facilement conquérir ce monde ! Ensuite, nous pouvions nous débarrasser de tous les souhaits et créer un monde rempli ... d'armes ! »
2. ↑  Geno : « Je m'appelle [Heartnote] !? mais c'est difficile à prononcer alors .... appelez-moi Geno, d'après la poupée. »

### Autres références
- (en) Cet article est partiellement ou en totalité issu de l’article de Wikipédia en anglais intitulé « Super Mario RPG: Legend of the Seven Stars » (voir la liste des auteurs).

1. ↑  (en) Tom Orry, « SNES Classic Edition Black Friday Deals - How to Buy a SNES Classic? SNES Classic Release Date, SNES Classic Reviews, What Games are Included? », sur usgamer.net, 23 novembre 2018 (consulté le 11 septembre 2019)
2. 1 2 3 4 5  (en) Lucas M. Thomas, « Super Mario RPG: Legend of the Seven Stars Review », sur IGN, 2 septembre 2008 (consulté le 4 août 2011)
3. ↑  (en) Scott Pelland, Kent Miller, Terry Munson et Paul Shinoda, « Epic Center », Nintendo Power, no 89,‎ octobre 1996, p. 60
4. ↑  (en) « Super Mario RPG (SNES - Beta / Unused Characters) », Unseen64, 2008 (consulté le 27 juillet 2011)
5. ↑  (en) Scott Pelland, « Epic Center », Nintendo Power, vol. 83,‎ avril 1996, p. 56
6. ↑  « Glossaire informatique » (consulté le 4 août 2011)
7. 1 2  (en) Jason Kemp, « Secrets of the Seven Stars », GameSpy, 2006 (version du 19 octobre 2009 sur Internet Archive)
8. ↑  (en) Scott Pelland, « Special Features », Nintendo Power, vol. 77,‎ octobre 1995, p. 29
9. 1 2  (en) Scott Pelland, « Mario plays a new role », Nintendo Power, vol. 77,‎ octobre 1995, p. 26-29
10. 1 2  (en) Scott Pelland, Epic News, novembre 1995, p. 51
11. ↑  (en) « MY ROMs.com: Super Nintendo Roms », My Roms.com, 2007 (consulté le 6 mai 2007)
12. ↑  (en) racketboy, « Games That Pushed The Limits of the Super Nintendo », 2011 (consulté le 5 août 2011)
13. ↑  (en) giangurgolo, « Bytes—Sound », SMRPG ROM Documents, 2006 (version du 26 mai 2008 sur Internet Archive)
14. ↑  (en) Z-Freak, « Game Music :: Super Mario RPG Original Sound Version », Square Enix Music Online (consulté le 18 février 2010)
15. ↑  (en) giangurgolo, « Bytes—Music », 2006 (version du 26 mai 2008 sur Internet Archive)
16. 1 2 3  (en) « Super Mario RPG: Legend of the Seven Stars Reviews », GameRankings (consulté le 10 septembre 2007)
17. 1 2  (en) « Mario Gets HP », RPGamer,‎ 13 mars 2004 (lire en ligne)
18. ↑  (en) « Super Mario RPG Review from SNES, Wii from 1UP.com », 1UP.com (consulté le 1er juillet 2011)
19. 1 2  (en) Skyler Miller, « Super Mario RPG: Legend of the Seven Stars - Review - allgame », Allgame (consulté le 1er juillet 2011)
20. ↑  (en) « GameFAQs—Fall 2005: 10-Year Anniversary Contest—The 10 Best Games Ever », GameFAQs (CNET Networks), 2006 (consulté le 5 août 2011)
21. ↑  (en) « IGN Readers' Choice 2006 - The Top 100 Games Ever », IGN, 2006 (consulté le 5 août 2011)
22. ↑  (en) The Magic Box, « The Magic Box: Platinum Game Chart, Japanese Console Games Sold Over One Million. », 2006 (consulté le 5 août 2011)
23. ↑  (en) « 1996 Nintendo Power Award Nominations », Nintendo Power,‎ mars 1997, p. 76, 77, 79–82
24. ↑  (en) « 1996 Nintendo Power Award Winners », Nintendo Power,‎ mai 1997, p. 88, 89, 92, 93
25. ↑  (en) « Super Mario RPG: Legend of the Seven Stars Reviews », 1UP.com, 2004
26. ↑  (en) « Super Mario RPG: Legend of the Seven Stars Reviews », Electronic Gaming Monthly, 2004
27. 1 2 3 4  (en) « Super Mario RPG: Legend of the Seven Stars review », Arm Chair Empire (consulté le 4 septembre 2007)
28. ↑  (en) « Super Mario RPG  » Review », All RPG (version du 6 juillet 2007 sur Internet Archive)
29. ↑  (en) « Super Mario RPG: Legend of the Seven Stars review », RPG Fan (consulté le 4 septembre 2007)
30. ↑  Adam Sessler, 13 novembre 2007, « X-Play “Super Mario Special” », G4, Los Angeles
31. ↑  (en) « First Impressions: Super Mario RPG 2 », GameSpot, 1999 (consulté le 4 septembre 2007)
32. ↑  (en) Shahed Ahmed, « Super Mario RPG 2 Japanese Release Date », GameSpot, 2000 (consulté le 4 septembre 2007)
33. ↑  AlphaDream. Mario and Luigi: Superstar Saga (Game Boy Advance). Nintendo. 17 novembre 2003. Niveau/zone : Little Fungitown
34. ↑  (en) Zachary Gasiorowski, « Mario and Luigi: SuperStar Saga on GBA », MyGamer, 2004 (consulté le 21 septembre 2007)
35. ↑  AlphaDream. Mario and Luigi: Superstar Saga (Game Boy Advance). Nintendo. 17 novembre 2003. Niveau/zone : Crédits du jeu
36. ↑  (en) 2007, « Game Credits – Mario and Luigi: Superstar Saga », The Mushroom Kingdom (consulté le 4 septembre 2007)
37. ↑  (en) Tracey West, Mario and the Incredible Rescue, Scholastic Corporation, 2006, 76 p. (ISBN 0-439-84366-9)
38. ↑  (en) « Japanese Virtual Console list - June 2008 », Nintendo Japan, 2008 (consulté le 30 mai 2008)
39. ↑  (en) Christian Ponte, « Super Mario RPG rated for VC release in Australia », 2008 (consulté le 17 juillet 2011)
40. ↑  (en) « SMRPG arrives on the Wii Virtual Console for sale at 800 points », IGN, 2008 (consulté le 9 décembre 2008)
41. ↑  (en) « The Super Mario RPG remake is absolutely faithful to the original Mario JRPG in every way, except the ways that are better left in the '90s », sur gamesradar.com, 2 novembre 2023 (consulté le 14 mai 2024).
42. ↑  (en) « Nintendo Shows New Battle Mechanics For Super Mario RPG Remake », sur gamespot.com, 14 septembre 2023 (consulté le 14 mai 2024).
43. ↑  Sélénos, « Mario : le remake d'un jeu culte annoncé sur Nintendo Switch ! », sur gameblog, 21 juin 2023 (consulté le 22 juin 2023)
44. ↑  « Super Mario RPG Review », sur Metacritic (consulté le 14 mai 2024).
45. ↑  « La "Switch 2" officialisée, Nintendo compte bien vendre encore beaucoup de Switch », sur IGN, 7 mai 2024 (consulté le 14 mai 2024).